# Willy Keuchenius
Willy Keuchenius, voluit Maria Wilhelmina Verena Dijsselhof-Keuchenius (Mojokerto, Indonesië, 12 juli 1865 - Deventer, 8 november 1960), was een Nederlands textielkunstenaar en kunstschilder.

## Jeugd en opleiding
Willy Keuchenius werd geboren in Mojokerto. Haar vader, Willem Keuchenius, overleed toen zij twee jaar oud was. Ook haar moeder overleed jong, Keuchenius was toen tien jaar. Zij vertrok naar Antwerpen waar zij tot 1885 woonde en werkte. Vervolgens verhuisde zij naar Den Haag om er aan de Academie van Beeldende Kunsten te studeren, en behaalde de MO-onderwijsakte. 

## Werk
Keuchenius gaf tekenles aan de Amsterdamse Dagteekenschool voor Meisjes (1891-1897) en cursussen naaldwerk aan de Haarlemse Kunstnijverheidsschool. Tot haar leerlingen behoorden Johanna Heynis en Ina Rahusen.
Rond 1895 leerde Keuchenius de kunstenaar Gerrit Willem Dijsselhof kennen waarmee zij ging samenwerken. Keuchenius borduurde ter verfraaiing en om onvolkomenheden te verbloemen onder andere vlinders op de batikken van Dijsselhof. Het paar trouwde in 1898 en kreeg een dochter.
Vanaf 1898 begon Keuchenius' werk op zichzelf te staan en borduurde ze onder andere theemutsen, kussens en waaiers.  Naast borduren schilderde Keuchenius ook portretten, bloemen en stillevens. Na het overlijden van haar echtgenoot in 1924 bleef Keuchenius eerst nog in Overveen wonen maar vertrok op 16-12-1933 naar Wolfenbüttel.
Keuchenius overleed in Deventer, op 95-jarige leeftijd.